# Tangara à calotte grise
Kleinothraupis reyi
Espèce
Statut de conservation UICN

 NT  : Quasi menacé
Le Tangara à calotte grise (Kleinothraupis reyi) est une espèce de passereau appartenant à la famille des Thraupidae.

## Répartition et habitat
Il est endémique de la cordillère de Mérida (Venezuela).
Il vit dans les bambous Chusquea dans les forêts et les forêts naines de montagne entre 2 150 et 3 000 m d'altitude.
Il est menacé par la perte de son habitat.